# Julian Prégardien

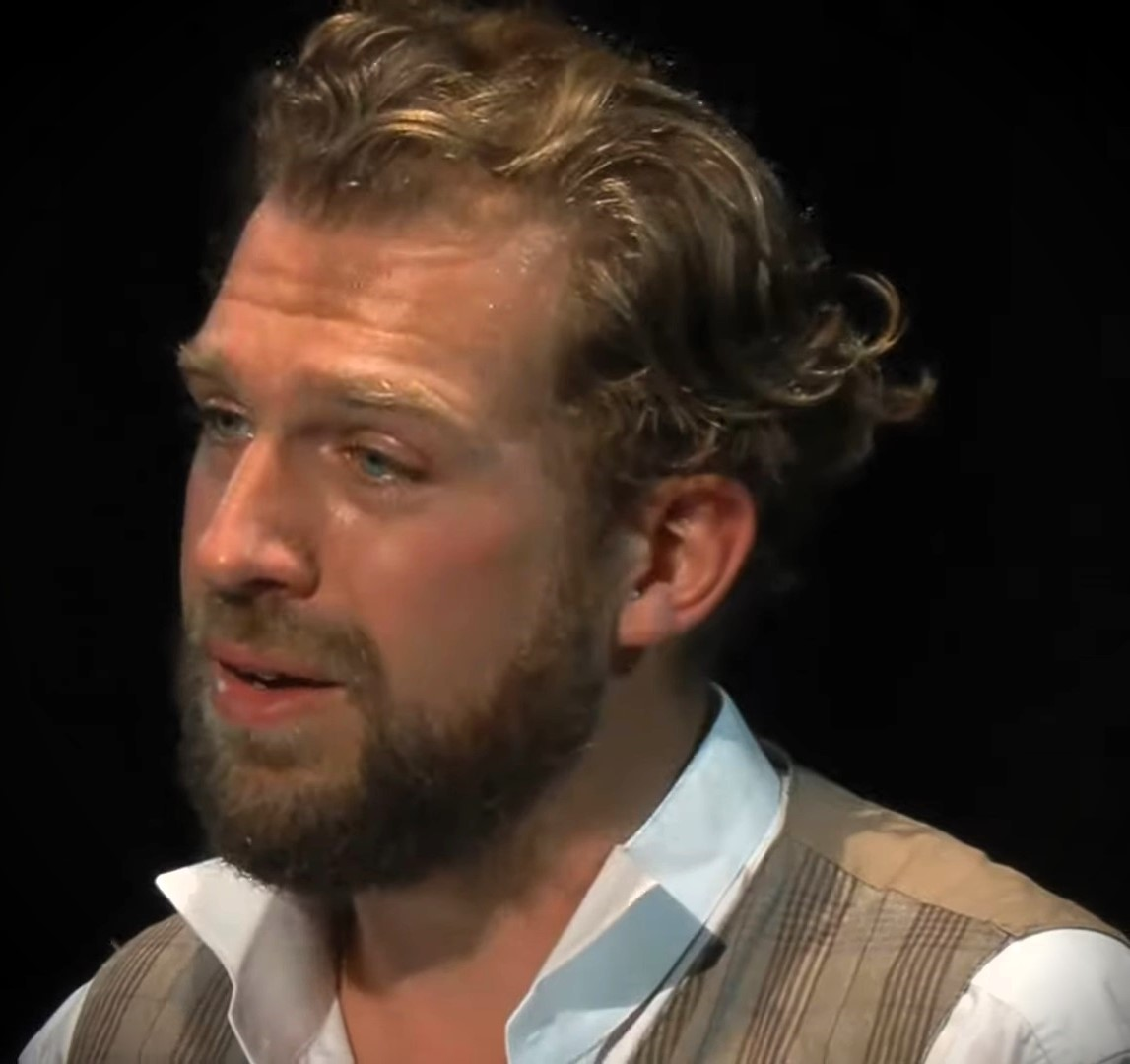
Julian Prégardien, 2021

Julian Prégardien  (* 12. Juli 1984 in Frankfurt am Main) ist ein deutscher Sänger (Lyrischer Tenor).

## Leben
Julian Prégardien entstammt einer musikalischen Familie. Sein Großvater und sein Vater, der Tenor Christoph Prégardien, waren Mitglieder der Limburger Domsingknaben, die Sopranistin Julia Kleiter ist seine Cousine. Prégardien bezeichnet sich selbst als ausgetretenen Katholiken und postreligiösen, nicht im strengen Sinne gläubigen Menschen.

### Ausbildung
Julian Prégardien begann seine musikalische Ausbildung im Knabenchor am Limburger Dom. Vor Beginn seines Studiums an der Musikhochschule Freiburg (2005–2009) sang er in verschiedenen professionellen Vokalensembles; darunter waren das Collegium Vocale Gent und der Kammerchor Stuttgart.  2008 war er Mitglied der Académie Européenne de Musique in Aix-en-Provence.

### Oper
2007 sang er unter der musikalischen Leitung von Christoph Hammer im Prinzregententheater in München die Rolle des Hermenegild in der szenischen Wiederaufführung der Barock-Oper Fredegunda von Reinhard Keiser in einer Produktion der Bayerischen Theaterakademie August Everding. 2008 übernahm er die Rolle des Nencio in der Oper L’infedeltà delusa von Joseph Haydn in einer Tourneeproduktion des Festival d’Aix-en-Provence. Mit dieser Produktion gastierte er unter anderem an der Opéra de Monte Carlo, am Teatro Arriaga in Bilbao und beim Musikfest Bremen. Im November 2008 sang er im Theater an der Wien unter der musikalischen Leitung von Alan Curtis mit dem Ensemble Il complesso barocco die Partie des Varo in der Oper Ezio von Christoph Willibald Gluck.
In den Spielzeiten 2009/10 bis 2012/13 war Prégardien fest an der Oper Frankfurt engagiert. Dort sang er schwerpunktmäßig das lyrische Tenorfach, unter anderem Tamino in Die Zauberflöte und Jason in Médée sowie Nathanael/Spalanzani/Franz/Pitichinaccio in Hoffmanns Erzählungen. Daneben übernahm er auch verschiedene mittlere und kleinere Partien, unter anderem in den Opern Die tote Stadt (Gaston/Victorin), Billy Budd (Der Neuling) und Tristan und Isolde. Im Juli 2017 stellte er in einer Produktion der Bayerischen Staatsoper für die Münchner Opernfestspiele die Titelrolle in Oberon dar.

### Konzert
Prégardiens Repertoire im Konzertbereich umfasst vor allem Passionen, Oratorien und Messen des Barock, der Klassik und der Romantik. Er arbeitet regelmäßig mit international führenden Ensembles und Dirigenten der historischen Aufführungspraxis zusammen.
2005 sang er erstmals mit Philippe Pierlot und seinem Barock-Ensemble Ricercar Consort. 2006 trat er mit Bach-Kantaten im Concertgebouw Amsterdam auf.
Im Frühjahr 2006 wirkte Prégardien für den Carus-Verlag in der Ersteinspielung von Michael Haydns Requiem in B-Dur mit; diese Aufnahme wurde 2007 mit dem MIDEM Classical Award ausgezeichnet. Im Herbst 2007 wirkte er in einer Live-Aufnahme von Dietrich Buxtehudes Passions-Zyklus Membra Jesu nostri (K 617) gemeinsam mit dem Ensemble La Chapelle Rhénane mit. Auf CD erschienen sind außerdem Der Rose Pilgerfahrt von Robert Schumann (ebenfalls im Carus-Verlag), Werke von Padre Martini (ars musici), Werke von Joseph Martin Kraus und Georg Philipp Telemann (beide cpo) und die Johannespassion von Johann Sebastian Bach (Zig Zag Territoires).
2009 übernahm Prégardien bei den Innsbrucker Festwochen die Tenorpartie im Magnificat von Johann Sebastian Bach unter der Leitung von René Jacobs und die Lamentationes von Jan Dismas Zelenka (Musikalische Leitung: Konrad Junghänel). Zu seinem weiteren Konzertrepertoire gehören die Tenorpartien in Die Jahreszeiten (2009, Kölner Philharmonie), in Die Schöpfung (2009, mit dem Orchestre de Chambre de Genève), der Evangelist in der Matthäus-Passion (2009, Paris) und die Tenor-Arien in der Matthäus-Passion (2010, Gasteig, München).

### Lied
Prégardien ist insbesondere auch im Bereich der Kammermusik tätig. Er erarbeitet dabei auch Konzertprogramme, die eigene Bearbeitungen enthalten und verschiedene Formen der Kammermusik vereinen. Gemeinsam mit dem Gémeaux Quartett und dem Pianisten Michael Gees entwickelte er eine Programmidee mit dem Titel Schumann ex tempore, die im Sommer 2010 bei den Festspielen Mecklenburg-Vorpommern zum ersten Mal realisiert wurde. Im Zentrum dieses Programms steht eine Bearbeitung des Liederzyklus op. 24 von Robert Schumann für Streichquartett mit improvisierten Klavier-Intermezzi. 2011 war die Bearbeitung des op. 24 beim Heidelberger Frühling zu hören.
Im Duo mit verschiedenen Pianisten tritt er seit 2008 bei zahlreichen Musikfestivals in Europa auf, so unter anderem 2008 als „Junge Elite“ bei den Festspielen Mecklenburg-Vorpommern, 2009 beim Menuhin-Festival in Gstaad im Rahmen der „Jeune-Étoile“-Serie sowie 2011 beim Rheingau Musik Festival und dem Festival de Saintes.
Mit Franz Schrekers Wiegenliedchen Schlafe, mein Liebchen ist Prégardien auf der ersten CD-Edition des Wiegenliederprojekts des Carus-Verlags vertreten. Daran anknüpfend erschien eine zweite Edition des Liederprojekts mit Volksliedern, für die er die Einspielung von Schuberts Das  Wandern ist des Müllers Lust aus dem Liedzyklus Die schöne Müllerin übernahm.
Nach einem gemeinsamen Liederabend mit seinem Vater Christoph Prégardien und Michael Gees bei den Schwetzinger Festspielen 2010 stand das Vater-Sohn-Programm 2011 auch beim Edinburgh Festival auf dem Programm und 2012 in der Lied-Reihe der Oper Frankfurt.

### Unterricht
Von April 2013 bis September 2015 hatte Julian Prégardien einen Lehrauftrag an der Hochschule für Musik und Theater München, zum 1. November 2017 wurde er an diesem Institut auf eine Professur für Gesang berufen.

## Auszeichnungen
- 2007: Midem Classical Award für Michael Haydn: Requiem in B-Dur
- 2009: Orphée d’Or für Dietrich Buxtehude: Membra Jesu Nostri
- 2010: Nominierung zum Nachwuchskünstler des Jahres in der Fachzeitschrift Opernwelt

## Film
2024 produzierte der SR den Film Die schöne Müllerin und die unerfüllte Liebe, Regie Nanna Schmidt, über Julian Prégardien und seine Auseinandersetzung mit  Schuberts Liederzyklus.